# Hardy Pundt
Hardy Pundt (* 1964 in Hage) ist ein deutscher Geoinformatiker und Schriftsteller.

## Leben
Pundt stammt von der Nordseeinsel Memmert. Er ist auf Juist, in Emden und Norden (Ostfriesland) zur Schule gegangen. Er belegte ein Studium in Münster. Pundt arbeitet als Hochschuldozent an der Hochschule Harz in Sachsen-Anhalt und lebt in Schleswig-Holstein.
Er hat vielfältige wissenschaftliche Publikationen in deutscher und englischer Sprache verfasst und seit 2008 sechs Kriminalromane sowie mehrere Kurzgeschichten.

## Bücher
Wissenschaftliche Bücher
- Modeling, Acquiring and Sharing Environmental Information under Mobility Constraints. IFGI, Münster 2003, ISBN 3-936616-04-3.
- mit Jürgen Stember: eGovernment und die Zukunft der öffentlichen Verwaltung. Verlag Karla Grimberg, 2006, ISBN 3-9806500-8-1.
- mit Wolfgang Beck, Jürgen Stember und Hermann Strack: eGovernment in Forschung und Praxis. Verlag Karla Grimberg, 2007, ISBN 978-3-9810896-2-2.
- mit Lars Bernard und Anders Friis-Christensen: The European Information Society. Springer, 2008, ISBN 978-3-540-78945-1.
- mit Marco Painho und Maribel Yasmina Santos: Geospatial Thinking. Springer, 2010, ISBN 978-3-642-12325-2.
- mit Lars Bernard: Proceedings of the 1st AGILE PhD School. Shaker-Verlag, 2012, ISBN 978-3-8440-0873-9.
- mit Andrea Heilmann: Umgang mit dem Klimawandel auf kommunaler Ebene – Methoden und Fallbeispiele. Shaker, Aachen 2013, ISBN 978-3-8440-2277-3.
- mit Stefan Mäs und Lars Bernard: Proceedings of the 2nd AGILE PhD School. Frauenwörth, Lake Chiemsee, Germany. CEUR Workshop Proceedings. Vol. 1136, 2014, ISSN 1613-0073
- mit Andrea Heilmann und Martin Scheinert: Kommunale Anpassung an die Folgen des Klimawandels – Ergebnisse aus der Modellregion Mansfeld-Südharz und der Stadt Sangerhausen. Shaker-Verlag, Aachen 2016, ISBN 978-3-8440-4661-8.
- mit Sophie Reinhold: Abschlussveröffentlichung des Verbundprojektes TransInno_LSA – Ein Fazit aus fünf Jahren gelebtem Transfer'. Harzer Hochschultexte – Forschungsband 3, 297 S. Harzdruckerei Wernigerode, 2022.

Kriminalromane
- Deichbruch. Gmeiner-Verlag, Meßkirch 2008, ISBN 978-3-89977-765-9.
- Friesenwut. Gmeiner-Verlag, Meßkirch 2010, ISBN 978-3-8392-1102-1
- Bugschuss. Gmeiner-Verlag, Meßkirch 2012, ISBN 978-3-8392-1224-0.
- Wattentod. Gmeiner-Verlag, Meßkirch 2014, ISBN 978-3-8392-1610-1.
- Bedrohliche Fracht. Verlag Martin Bühler, Bredstedt 2016, ISBN 978-3-9817-0424-2.
  - Neuauflage: Bedrohliche Fracht. Thurm-Verlag, Lüneburg 2020, ISBN 978-3-945216-35-4.
- Strandleiche. Gmeiner-Verlag, Meßkirch 2018, ISBN 978-3-8392-2341-3.

Historischer Roman
- Memmertsand. Gmeiner-Verlag, Meßkirch 2024, ISBN 978-3-8392-0712-3.

Sonstige Veröffentlichungen
- Endstation Kalkberg. In: G. Butkus, J. Schlennstedt (Hrsg.): Schöner Morden im Norden. Pendragon Verlag, 2012, ISBN 978-3-86532-308-8.
- Ende Gelände. In: Regine Kölpin (Hrsg.): Inselmörder. Prolibris-Verlag, 2019, ISBN 978-3-95475-188-4, S. 58–76.
- Irenes Alptraum. In: Texte Segeberger Autoren, 2020: Unser Paradies. S. 27–42.
- Wo viele nur Sand und Dünen  sahen ... Dr. h.c. Otto Leege – Stationen aus dem Leben des Juister Lehrers, Naturwissenschaftlers und Heimatforschers. Verlag der Buchhandlung Koch, Juist, 2021.
- Zwei Glas Rotwein zum Herbstanfang. In: HerbstZeitLos, Segeberger Autoren HörMalHin, 2022. Selbstverlag. S. 66–77.